# Per Sernsköld
Per Sernsköld (före 1772 Sernander), född 21 augusti 1721 i Svärdsjö prästgård, död 14 november 1779 i Falun, var en svensk lagman och häradshövding.
Han blev häradshövding i Stora Kopparbergs och Säters län samt Öster-Dalarne 1747. Lagman i Kopparbergs läns lagsaga 1762 intill sin död 1779. Adlad 1772.